# Jagdgeschwader 113
A Jagdgeschwader 113 foi uma asa de treino de pilotagem de caças da Luftwaffe, durante a Alemanha Nazi. Foi formada no dia 14 de Julho de 1944 em Laupheim a partir do III./ZG 101. No dia 15 de Outubro de 1944, a unidade foi extinta para ser formado o II./JG 106.